# Shimmer Women Athletes
Shimmer Women Athletes ist eine amerikanische Wrestling-Liga aus Chicago, die ihre erste Veranstaltung am 6. November 2005 hatte. Sie wurde von Dave Prazak und der Wrestlerin Allison Danger gegründet, um nordamerikanischen sowie internationalen weiblichen Wrestlern eine Plattform zu geben, ihre athletischen Fähigkeiten zu demonstrieren. Shimmer veranstaltet circa alle drei Monate eine große Show im Eagles Club in Berwyn (Illinois), bei der zwei bis vier DVDs produziert werden, die anschließend in regelmäßigen Abständen in Zusammenarbeit mit der Wrestling-Liga Ring of Honor vertrieben werden. Bis November 2017 wurden 83 DVDs mit jeweils rund drei Stunden Filmmaterial veröffentlicht, zuletzt Volume 82–83 mit Aufnahmen vom 25. Juni 2016. In Volume 12 wurde der Shimmer-Championship-Titel eingeführt, ab Volume 21 gibt es die Shimmer-Tag-Team-Champion-Titel.
Obwohl nur drei bis vier Liveevents im Jahr stattfinden, gilt die Liga als Aushängeschild für weibliches Wrestling in Nordamerika. Die meisten Wrestlerinnen von Shimmer sind unter den Top 50 der weiblichen Wrestler des renommierten Wrestling-Magazins Pro Wrestling Illustrated, wobei Amazing Kong, Cheerleader Melissa, Mercedes Martinez, Sara del Ray und MsChif regelmäßig in den Top 10 vertreten sind. Im Gegensatz zur WWE, wo weibliche Wrestler oft als Sexsymbol dargestellt werden, stehen bei Shimmer die athletischen und technischen Fähigkeiten der Wrestlerinnen im Vordergrund.
Mehrere Wrestlerinnen von Shimmer treten auch bei Ring of Honor auf. Beide Wrestlingligen arbeiten eng zusammen, daher werden bei ROH auch Storylines von Shimmer weitergeführt und der Shimmer-Championship-Titel regelmäßig verteidigt. Darüber hinaus hat Shimmer eine Vereinbarung mit Total Nonstop Action Wrestling (TNA) getroffen, die es ihnen erlaubt, bei TNA angestellte Wrestlerinnen auch bei Shimmer-Events auftreten zu lassen.

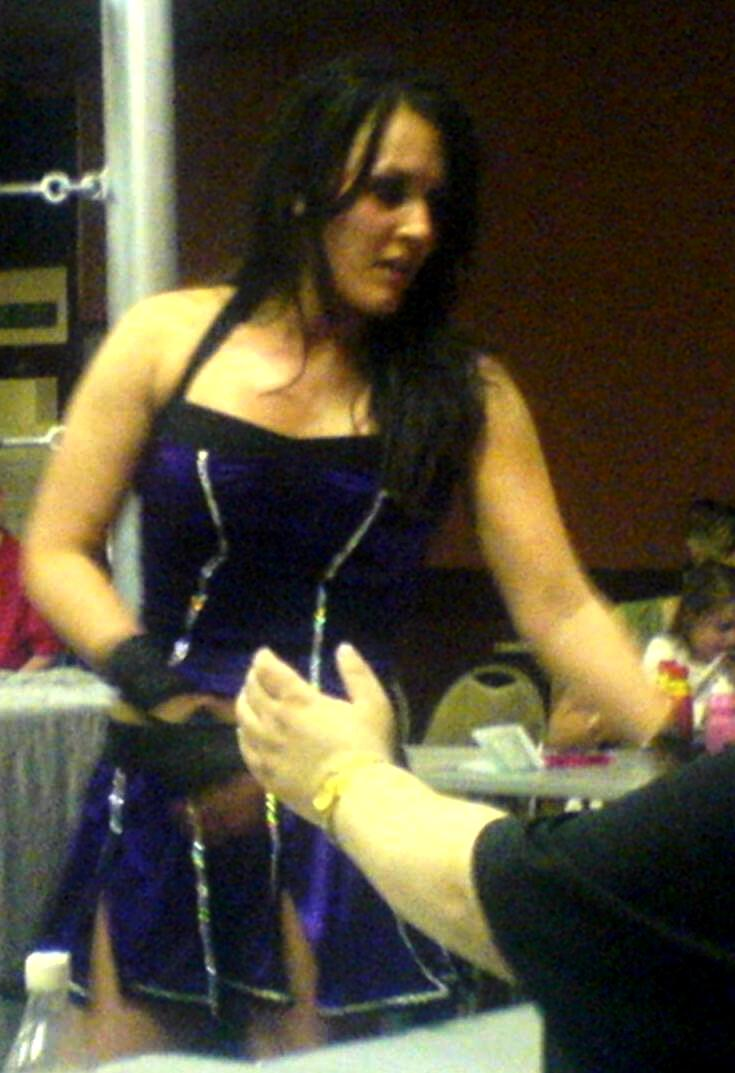
Die aktuelle Shimmer Championesse Cheerleader Melissa

## Titel
| Titel                         | Gegenwärtiger Champion/ Gegenwärtige Champions             | Champion seit  | Vorheriger Champion/ Vorherige Champions           |
| ----------------------------- | ---------------------------------------------------------- | -------------- | -------------------------------------------------- |
| Shimmer Championship          | Cheerleader Melissa                                        | 6. April 2013  | Saraya Knight                                      |
| Shimmer Tag Team Championship | Global Green Gangsters (Kellie Skater und Tomoka Nakagawa) | 14. April 2013 | Canadian Ninjas (Nicole Matthews und Portia Pérez) |

## Roster

### Aktive Wrestlerinnen
| - Allison Danger - Amazing Kong - Ariel - Ayako Hamada - Ayumi Kurihara - Cat Power - Cheerleader Melissa - Daffney - Daizee Haze - Hiroyo Matsumoto - Jamilia Craft - Jennifer Blake | - Jessica James - Jessie McKay - Kellie Skater - Leva Bates - LuFisto - Madison Eagles - Malia Hosaka - Melanie Cruise - Mercedes Martinez - Misaki Ohata - MsChif | - Nevaeh - Nicole Matthews - Nikki Roxx - Portia Perez - Rachel Summerlyn - Rayna Von Tash - Rebecca Knox - Sassy Stephie - Serena Deeb - Tenille Tayla - Tomoka Nakagawa - Veronika Vice |

### Ehemalige Wrestlerinnen
| - Alexa Thatcher - Alicia - Amber O’Neal - Ann Brookstone - Ashley Lane - Beth Phoenix - Cherry Bomb - Christie Ricci - Cindy Rogers - Danyah - Eden Black - Jetta - Josie - Kacey Diamond - Kimberly Kash | - Krissy Vaine - Lacey - Lexie Fyfe - Lorelei Lee - Miss Natural - Nattie Neidhart - Nikita - Rain - Sara Del Rey - Sarah Stock - Shantelle Taylor - Tiana Ringer - Wesna Busic |